# Леттерман, Дэвид
Дэ́вид Майкл Ле́ттерман (англ. David Michael Letterman, род. 12 апреля 1947, Индианаполис) — американский комик, теле- и кинопродюсер.
Он вел поздние ночные телевизионные ток-шоу в течение 33 лет, начиная с дебюта программы «Поздняя ночь с Дэвидом Леттерманом» на канале NBC 1 февраля 1982 года и заканчивая выпуском программы «Позднее шоу с Дэвидом Леттерманом» на канале CBS 20 мая 2015 года. В общей сложности Леттерман вел 6 080 выпусков «Поздней ночи» и «Позднего шоу», превзойдя своего друга и наставника Джонни Карсона как самый продолжительный ведущий позднего вечернего ток-шоу в истории американского телевидения.

## Биография
В конце 1960-х он окончил Университет штата имени братьев Болл (Индиана), после чего работал ведущим прогноза погоды на телевидении, а также диктором на радио. В 1975 году Леттерман переехал в Лос-Анджелес, где написал сценарий для ряда телевизионных шоу, включая ситком 1974 года Good Times. Будучи частым гостем в телевизионных шоу, Леттерман вскоре стал постоянным участником The Tonight Show Starring Johnny Carson, завоевав широкую популярность своим амплуа комика.

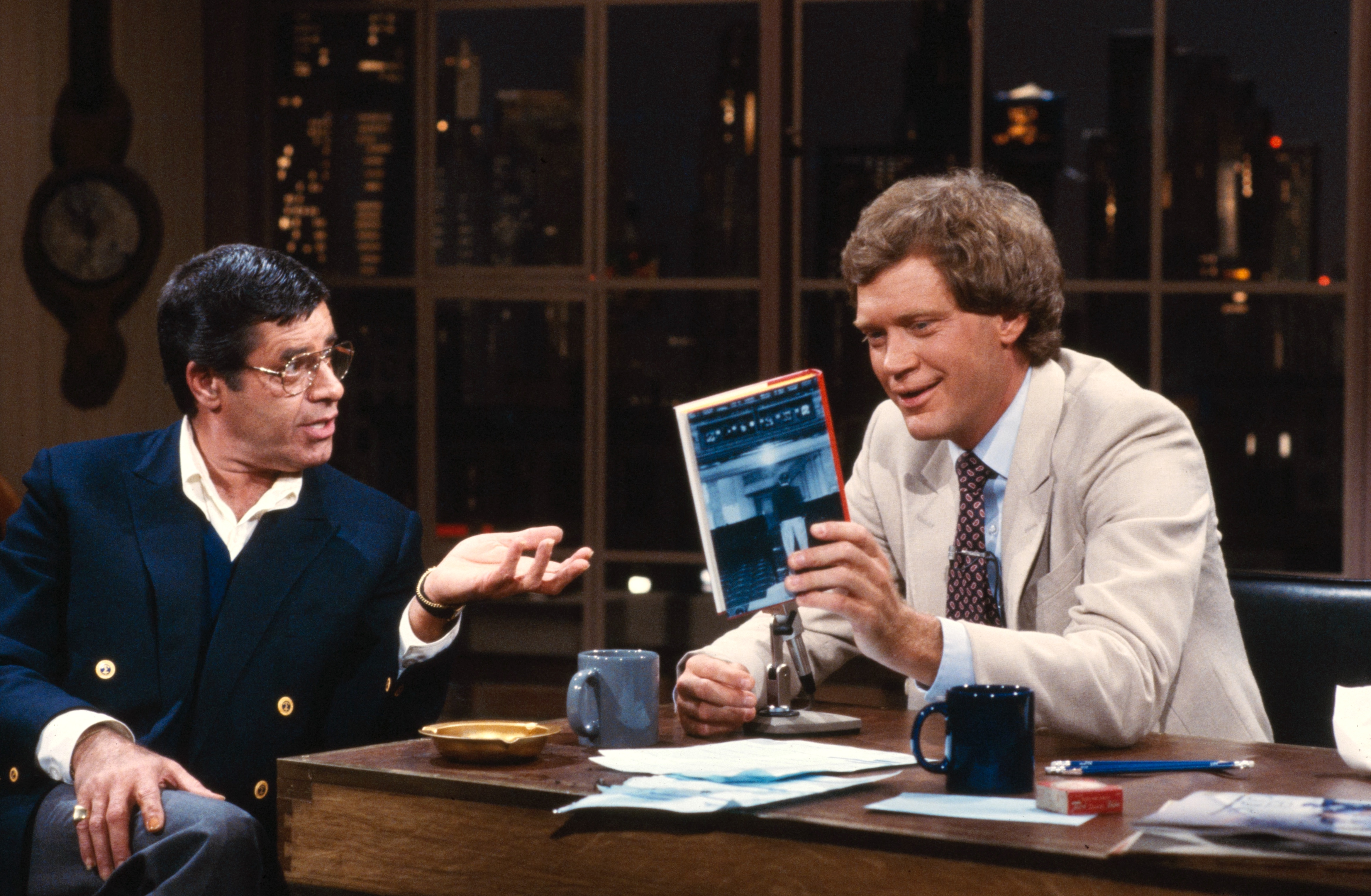
Леттерман берет интервью у комика Джерри Льюиса в 1982 году

Заслуги Леттермана не остались незамеченными, и вскоре компания NBC предоставила ему возможность вести собственную передачу. Таковой стала утренняя программа The David Letterman Show, премьера которой состоялась в июне 1980 года. Передача была тепло встречена критиками и была награждена двумя премиями «Эмми», однако из-за низких рейтингов была закрыта в октябре того же года. Новым шоу телеведущего стала программа «Поздняя ночь с Дэвидом Леттерманом» (1982—1993), отличавшаяся своей остротой и непредсказуемостью.
В 1992 году Леттерман заключил договор с каналом CBS, где начал вести собственную программу «Позднее шоу с Дэвидом Леттерманом» (англ. Late Show with David Letterman). Ток-шоу снискало огромную популярность в Америке. В передачу обычно приглашались известные актёры, музыканты, политики и другие знаменитости. Его гостями в своё время были такие известные политики, как Билл Клинтон, Джон Маккейн, Барак Обама. В апреле 2014 года Леттерман объявил, что по истечении контракта в 2015 году он выйдет на пенсию. Последний выпуск передачи состоялся 20 мая 2015 года. После его ухода «Позднее шоу» начал вести Стивен Кольбер.
В январе 2018 года Леттерман стал ведущим нового ток-шоу на Netflix «Мой следующий гость не нуждается в представлении» (англ. My Next Guest Needs No Introduction), первым гостем стал Барак Обама. В октябре 2022 года Леттерман отправился в Киев, Украина, чтобы снять специальный отдельный эпизод программы, взяв интервью у президента Украины Владимира Зеленского.

## Награды
С 1985 по 1987 год ежегодно выигрывал Праймтайм Эмми за лучший сценарий для варьете или музыкального шоу (совместно с другими сценаристами шоу). В 1996 году Леттерман занял 45 место в рейтинге 50 Самых лучших телевизионных звёзд за все времена. В 2001 году журнал People назвал его в числе 25 самых интригующих людей года. В 2021 году награждён Премией Центра Кеннеди. В 2017 году удостоен Приза Марка Твена за американский юмор.